# Noiembrie 1997
Acest articol este generat integral pe baza informațiilor din articolul 1997 și este actualizat periodic de un robot.
 Editările făcute în articol vor fi șterse la următoarea actualizare! Dacă doriți să faceți modificări, editați articolul-sursă.

ianuarie -
februarie -
martie -
aprilie -
mai -
iunie -
iulie -
august -
septembrie -
octombrie -
noiembrie -
decembrie
Noiembrie 1997 a fost a unsprezecea lună a anului și a început într-o zi de sâmbătă.

## Evenimente
- 1 noiembrie: Ion Caramitru, ministrul Culturii, și-a înaintat demisia, motivând că nu poate fi de acord cu modul în care s-a cedat presiunii prin care revoluționarii conduși de Dan Iosif au încercat să-și mențină privilegii nemeritate. La propunerea prim-ministrului Caramitru a acceptat să rămână în funcție până la sfârșitul anului 1997.[1] În ianuarie 1997, după întrevederi cu premierul,  Ion Caramitru acceptă să rămână în funcție, renunțând la demisie.
- 11 noiembrie: Mary McAleese este aleasă cel de-al 8-lea președinte al Irlandei.

## Nașteri
- 6 noiembrie: Aliona Bolșova Zadoinov, jucătoare de tenis spaniolă
- 6 noiembrie: Elena-Gabriela Ruse, jucătoare de tenis română
- 7 noiembrie: Bradley de Nooijer, fotbalist olandez
- 15 noiembrie: Paula Batosa Gibert, jucătoare spaniolă de tenis

## Decese
Alexandru Zamorzaev-Orleanschi, 70 ani, matematician rus (n. 1927)
Horia Tecuceanu, 68 ani, scriitor român de romane polițiste (n. 1929)
Isaiah Berlin, 88 ani, filosof politic britanic de etnie evreiască (n. 1909)
Helenio Herrera Gavilán, 87 ani, fotbalist argentinian (n. 1910)
Alexandru Bârlădeanu, 86 ani, comunist român și senator (1990-1992), (n. 1911)
Elizza La Porta (n. Eliza Streinu), 95 ani, actriță română (n. 1902)
Nándor Wagner, 75 ani, sculptor japonez născut în România (n. 1922)
Georges René Louis Marchais, 77 ani, politician francez (n. 1920)
Per Kofstad, 67 ani, chimist norvegian (n. 1929)
John Bird, europarlamentar britanic (n. 1926)
Viorel Mateianu, 59 ani, fotbalist român (atacant), (n. 1938)
Georges Marchal (n. Georges Louis Lucot), 77 ani, actor francez (n. 1920)
Liviu Constantinescu, 83 ani, fizician român (n. 1914)